# Garmejān
Garmejān är en ort i Iran.   Den ligger i provinsen Gilan, i den norra delen av landet, 190 km nordväst om huvudstaden Teheran. Antalet invånare är 620.
Terrängen runt Garmejān är platt åt nordost, men åt sydväst är den kuperad. Runt Garmejān är det ganska tätbefolkat, med 134 invånare per kvadratkilometer. Närmaste större samhälle är Rūdsar, 2,2 km nordost om Garmejān. Trakten runt Garmejān består till största delen av jordbruksmark.